# الإصلاحات العسكرية العثمانية
بدأت الإصلاحات العسكرية العثمانية في أواخر القرن الثامن عشر.

## إصلاح سليم الثالث

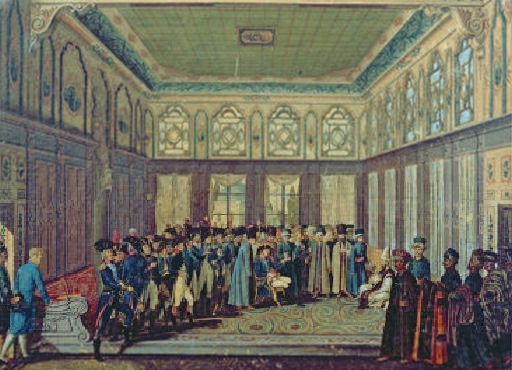
لوكة تبين استقبل الجنرال أوبيرت دوباييت لبعثته العسكرية من قبل الوزير الأول في عام 1796، وقام برسمها أنطوان لوران كاستيلان.

عندما تولى سليم الثالث العرش في 1789، تم إطلاق جهد طموح للإصلاح العسكري، من خلال تأمين الإمبراطورية العثمانية.

### المستشارين العسكريين

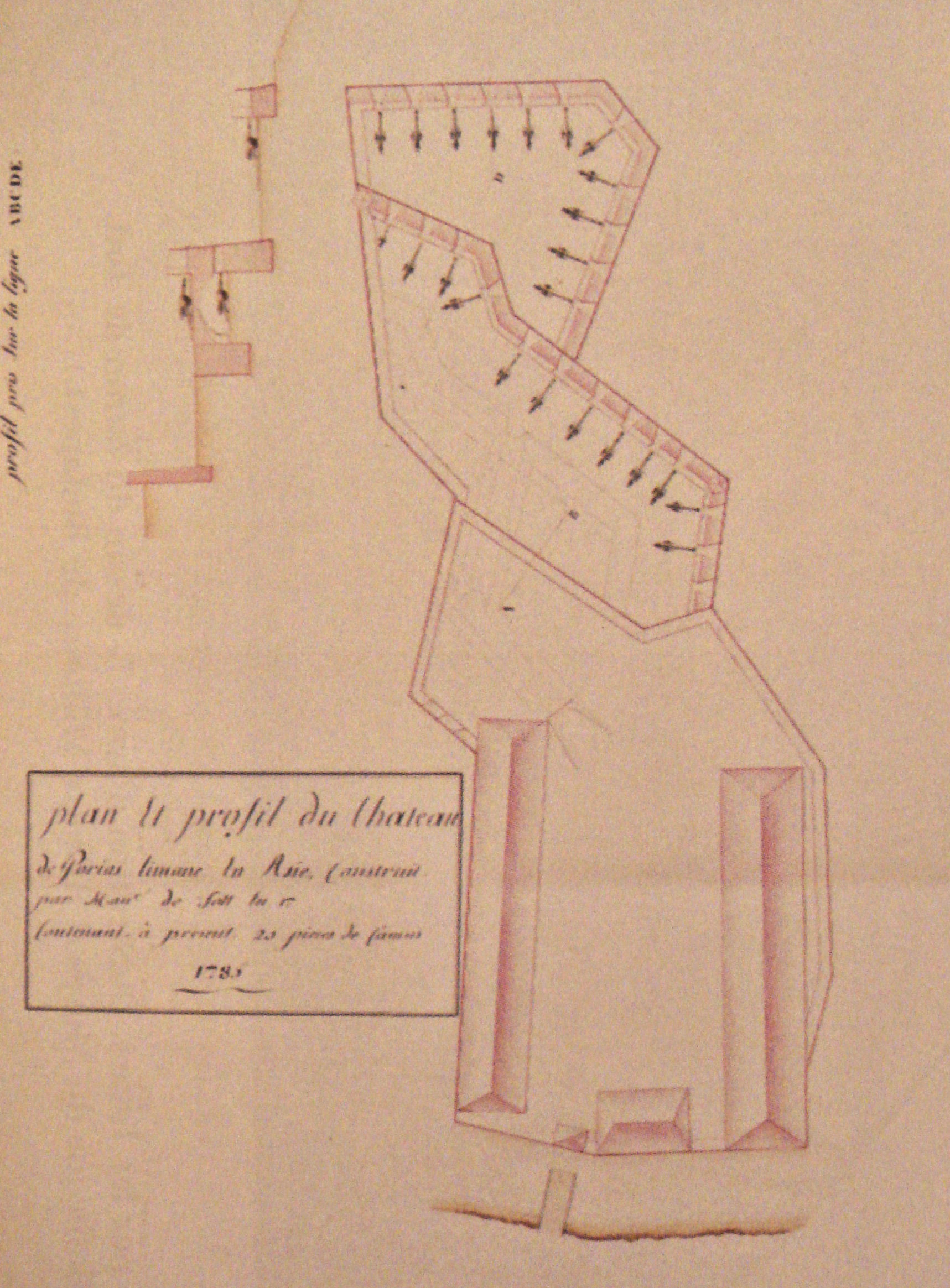
حصن بناه بارون دي توت للإمبراطورية العثمانية خلال الحرب الروسية التركية (1768-1774).

تم الاستعانة بمجموعة من المستشارين العسكريين في الإصلاحات ولكن قدراتهم على تفعيل التغيير كانت محدودة. ولذلك تم جلب عدد من الضباط الفرنسيين، ولكن مع ذلك لم يستطع أي من هؤلاء الضباط القيام بالكثير من الإصلاحات. أحد الأمثلة على المستشار الذي حقق نجاحًا محدودًا كان فرانسوا دي توت، وهو ضابط فرنسي. نجح في بناء مسبك جديد لصنع المدفعية. كذلك قام بتوجيه بناء قاعدة بحرية جديدة. لسوء الحظ كان من المستحيل تقريبا بالنسبة له تحويل الجنود من الجيش النظامي إلى الوحدات الجديدة. كانت السفن والبنادق الجديدة التي جعلتها في الخدمة قليلة للغاية بحيث لم يكن لها تأثير كبير على الجيش العثماني وعاد دي توت إلى وطنه.
عندما طلبوا مساعدة فرنسية، كان من المقرر إرسال ضابط مدفعي شاب يدعى نابليون بونابرت إلى القسطنطينية في 1795 للمساعدة في تنظيم المدفعية العثمانية.

#### نظام الجيش الجديد
كان التغيير الأكثر أهمية هو إنشاء وحدة مشاة جديدة؛ تم تأسيس النظام الجديد إضافة إلى تغيير في الزي الغربي، والأسلحة، والتدريب. في عام 1806 ثارت الإنكشارية، بدعم من العلماء وحكام المقاطعات، ضد السلطان وقوته الجديدة وتم استبدله بالسلطان مصطفى الرابع.

## إصلاحات محمود الثاني
في عام 1808 تم استبدال سليم الثالث بالسلطان محمود الثاني. كانت مهمته الأولى هي التحالف مع الانكشاريين من أجل كسر سلطة حكام الأقاليم. ثم انقلب على المبعوثين، وكان ذلك من خلال ذبحهم في ثكناتهم في أسطنبول وعواصم المقاطعات في عام 1826، والتي تعرف باسم الواقعة الخيرية. وبهذا حل السلطان محل الانكشارية. في الحرب الروسية التركية والتي كانت عام 1828-1829 لم يكن هُنالك وقت لتنظيم جيش جديد، لذلك اضطر السلطان للقتال مع هؤلاء المجندين الشباب وغير المنضبطة ضد قدامى المحاربين من القيصر. انتهت الحرب من خلال معاهدة أدرنة (1829) الكارثية. في حين أن الإصلاحات المعنية كانت تُنفَّذ أساساً لتحسين الجيش، كان أبرز تطور نشأ عن هذه الجهود هو سلسلة من المدارس التي تدرس كل شيء من الرياضيات إلى الطب لتدريب ضباط جدد.

## إصلاحات عبد المجيد الأول
تميزت فترة حُكم السلطان عبد المجيد بعدة سنوات من السلام، مما مكنه من تشكيل جيش قوي ومنضبط جيدًا تم تأسيسه في بداية العام 1842.
كان تسلسل القيادة في هيئة الأركان العامة لكل جيش يتألف من قائد عام، واثنين من ضباط الجيش، وثلاثة من عميد المشاة، واحد منهم يقود الاحتياطي، واثنان من سلالة الفرسان، وعميد من المدفعية. في كل سلاح كان هناك ثلاثة أفواج من المشاة، واثنين من سلاح الفرسان، وواحدة من المدفعية، مع ثلاث وثلاثين بندقية. كانت القوة الإجمالية لهذه الأفواج الإثني عشر من القوات النشطة هي 30,000 رجل، ولكن تم تقليصها في وقت السلام بواسطة الإجازة إلى قوة فعالة قوامها حوالي 25,000 رجل في ثلاثة من الجيوش الستة، بالإضافة إلى 15,000 جندي في الثلاثة الآخرين، نتيجة لنظام التوظيف الذي لم يكتمل بعد في تطبيقه في جميع أنحاء الإمبراطورية العثمانية. وبناءً على ذلك، فإن إنشاء هذا الفرع بالكامل يصل إلى 180.000 رجل ينتمون إلى الخدمة الفعلية.
يتكون احتياطي أربعة من الجيوش الستة من أفواج أحد عشر، ستة منها كانت من المشاة، وأربعة من سلاح الفرسان، وواحدة من المدفعية. بلغ مجموع القوة المشتركة 12000 جندي، في حين أن الجيشين الآخرين لم يقابلوا احتياطهم من الجنود الذين خدموا خمس سنوات. لكن في وقت الحرب، سيشكل الاحتياطي فيلقين من 25.000 رجل في كل جيش. إعطاء ما مجموعه 300,000. وهكذا، شكلت هاتان الخدمتان، كما وقفتا، قوة مؤثرة من 135000 رجل؛ وعندما تملأ قوتهم الكاملة تصل إلى 480,000.
إلى جانب هذه الجيوش الستة كان هناك أربعة فرق منفصلة. وهذا أدى إلى رفع القوة الفعالة للجيش الدائم إلى 365,000 رجل.